# Brothers of Destruction
Brothers of Destruction são uma tag team de luta profissional que atua na WWE, composta pelos irmãos (Kayfabe) The Undertaker e Kane. Eles lutam juntos esporadicamente desde 1998, já tendo ganhado duas vezes o WWF Tag Team Championships e uma vez o WCW Tag Team Championship.

## História
Apesar de Kane e Undertaker terem uma certa rivalidade quando Kane iniciou na WWE, em 1997, surgiu o Tag Team Brothers of Destruction. Na época, existiam as história em quadrinhos The Undertaker que explicava a rivalidade entre os irmãos, os quadrinhos diziam que Undertaker pôs fogo na casa em que habitava, matando seus pais e deixando apenas o irmão Kane vivo, mas com uma queimadura no rosto (Kayfabe),Paul Bearer, o manager de Undertaker na época, contou o Kayfabe de Undertaker, e revelou essa afirmação.

### O Início
Em 1997, no Bad Blood, Glenn Jacobs fez sua estréia com o nome Kane; e logo de primeira, atacou Undertaker com um Tombstone Piledriver. A Primeira união de Undertaker contra Kane, foi em uma luta contra os McMahon-Helmsley, pouco tempo depois nasce o Brothers of Destruction, e ao longo do ano eles tiveram feuds com Edge e  Christian, Rikishi e Haku, Triple H e Stone Cold Steve Austin.

### 2001

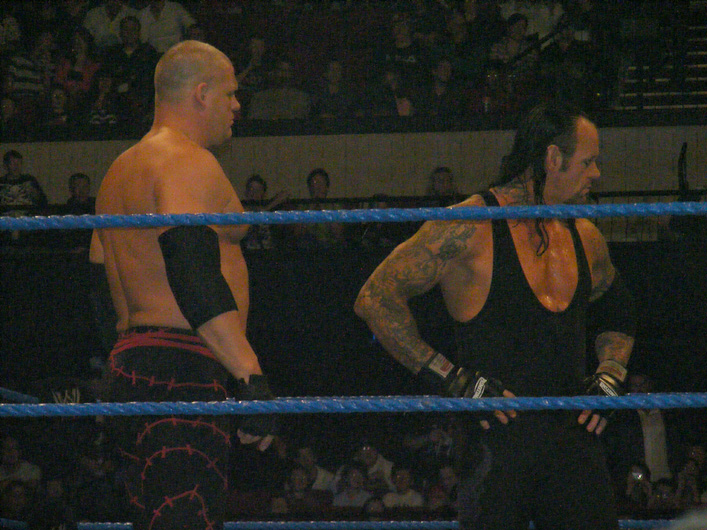
Brothers of Destruction em 2008

Durante a invasão, Kane e Undertaker tiveram uma feud com Diamond Dallas Page e Chris Canyon depois de Page começar a perseguir a mulher de Undertaker, Sara. A feud culminou no SummerSlam de 2001, quando Kane e Taker derrotaram Dallas Page e Canyon numa Hell in a Cell match resultando nestes se tornarem Campeões de Tag Team da WWF e da WCW.

### Retorno em 2009
Os Brothers of Destruction retornaram em novembro de 2009, num combate entre Undertaker e Chris Jericho. No final do combate, Undertaker ganha após um Hell's Gate, mas The Big Show aparece e derruba Undertaker com um Chokeslam; Jericho aplica um Walls of Jericho e Big Show aplica um Colossal Clutch em Undertaker ao mesmo tempo. Kane aparece e aplica um Big Boot em Jericho. No final da luta, Mr. McMahon está ligando para um membro da equipe criativa fazer um combate entre os Brothers of Destruction e Chris Jericho e Big Show para a próxima SmackDown.

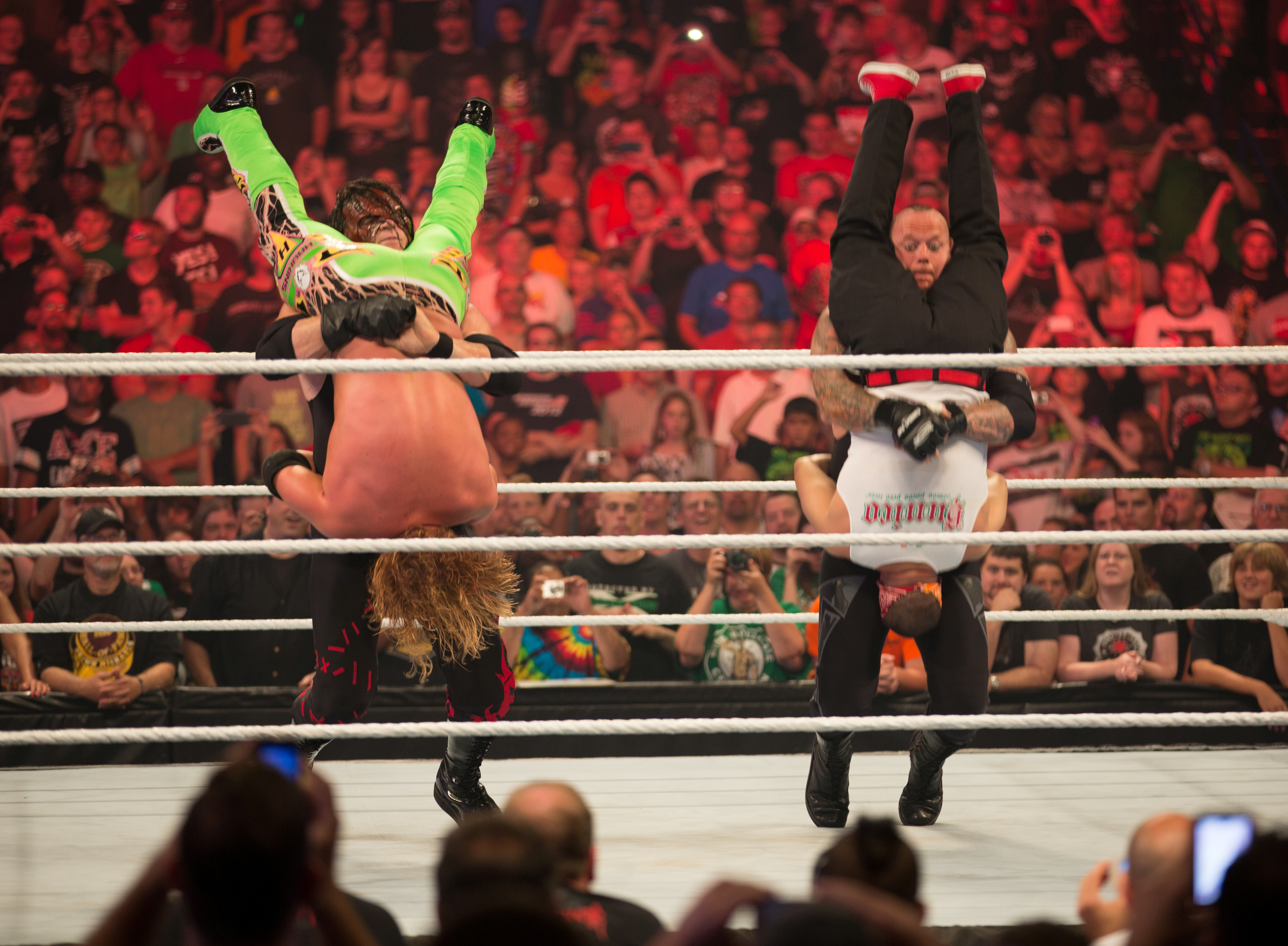
Duplo Tombstone Piledriver aplicado por Kane e Undertaker no Raw 1000.

### 2012
No episódio 1000 da Raw, Hunico, Camacho, Curt Hawkins, Tyler Reks, Drew McIntyre e Jinder Mahal tentaram atacar Kane, mas antes que conseguissem surge The Undertaker para ajudar Kane. The Undertaker e Kane confrontam os 6 lutadores e levaram a melhor ao aplicarem um duplo Tombstone Piledrive.

### 2015
Em 2015 a dupla voltou após Undertaker e Kane entrarem em rivalidade com a The Wyatt Family que vieram a se enfrentar no Survivor Series, onde Undertaker e Kane venceram.
2018
Em 2018, A dupla retorna após Shawn Michaels falar sobre o Super Show Down, primeiro Kane (lutador) para atacar o mesmo, depois The Undertaker aparece para ajudar o mesmo, Triple H aparece para ajudar Shawn e os Brothers Of Destruction atacam Triple H e Shawn, terminando com um Double Chokeslam

## Títulos e prêmios
- World Wrestling Federation / Entertainment
  - Como Brothers of Destruction
    - WWF Tag Team Championship (2 vezes)
    - WCW World Tag Team Championship (2 vezes)

  - Undertaker
    - WWF/E Championship (4 vezes)
    - WWF Hardcore Championship (1 vez)
    - WWF Tag Team Championship (6 vezes) - com Steve Austin (1), The Big Show (2) e The Rock (1)
    - World Heavyweight Championship (3 vezes)
    - Royal Rumble (2007)
    - Série de 22-1 em WrestleManias

  - Kane
    - ECW Championship (1 vez)
    - WCW World Tag Team Championship (1 vez) - com The Undertaker
    - WWF Championship (1 vez)
    - World Heavyweight Championship (1 vez)
    - WWF Hardcore Championship (1 vez)
    - WWF/E Intercontinental Championship (2 vezes)
    - WWF/E World Tag Team Championship (9 vezes) - com Mankind (2), X-Pac (2), The Hurricane (1), Rob Van Dam (1) , The GoldbergS (1) e Daniel Bryan (1)
    - 8º Triple Crown Champion

## No wrestling
- Finalizações do Team
  - Double Chokeslam
  - Aided Tombstone Piledriver

- Finalizações de The Undertaker
  - Tombstone Piledriver(Kneeling Belly to Belly Piledriver) - 1990 - presente
  - Chokeslam - 1992 - presente
  - The Last Ride (Elevated Powerbomb) - 2000 - presente
  - Hell's Gate (Gogoplata modificado) - 2008 - presente

- Finalizações de Kane
  - Chokeslam from Hell (Chokeslam) - 1998 - presente
  - Tombstone Piledriver (Kneeling Belly to Belly Piledriver) - 1998 - presente

- Movimentos secundários do Team
  - Double big boot
  - Double clothesline

- Música-tema
  - "Rollin' (com a abertura de "Burned" )" de Limp Bizkit (2000–2001)
  - "Entradas separadas com suas próprias músicas temas (2006–2008)
  - "Rest in Peace" (com a abertura de "Man of Fire") de Jim Johnston (2009 - presente)